# Rochefort-en-Terre
Rochefort-en-Terre település Franciaországban, Morbihan megyében. Lakosainak száma 636 fő (2022. január 1.). Rochefort-en-Terre Pluherlin és Malansac községekkel határos.

## Népesség
A település népessége az elmúlt években az alábbi módon változott:
| Lakosok száma | 670  | 613  | 645  | 733  | 674  | 632  | 632  | 641  | 637  | 636  |
|               | 1968 | 1982 | 1990 | 2006 | 2013 | 2015 | 2017 | 2019 | 2020 | 2022 |